# Tangata pouaka
Tangata pouaka là một loài nhện trong họ Orsolobidae.
Loài này thuộc chi Tangata. Tangata pouaka được Raymond Robert Forster & Norman I. Platnick miêu tả năm 1985.